# Fränkische Mehlklöße

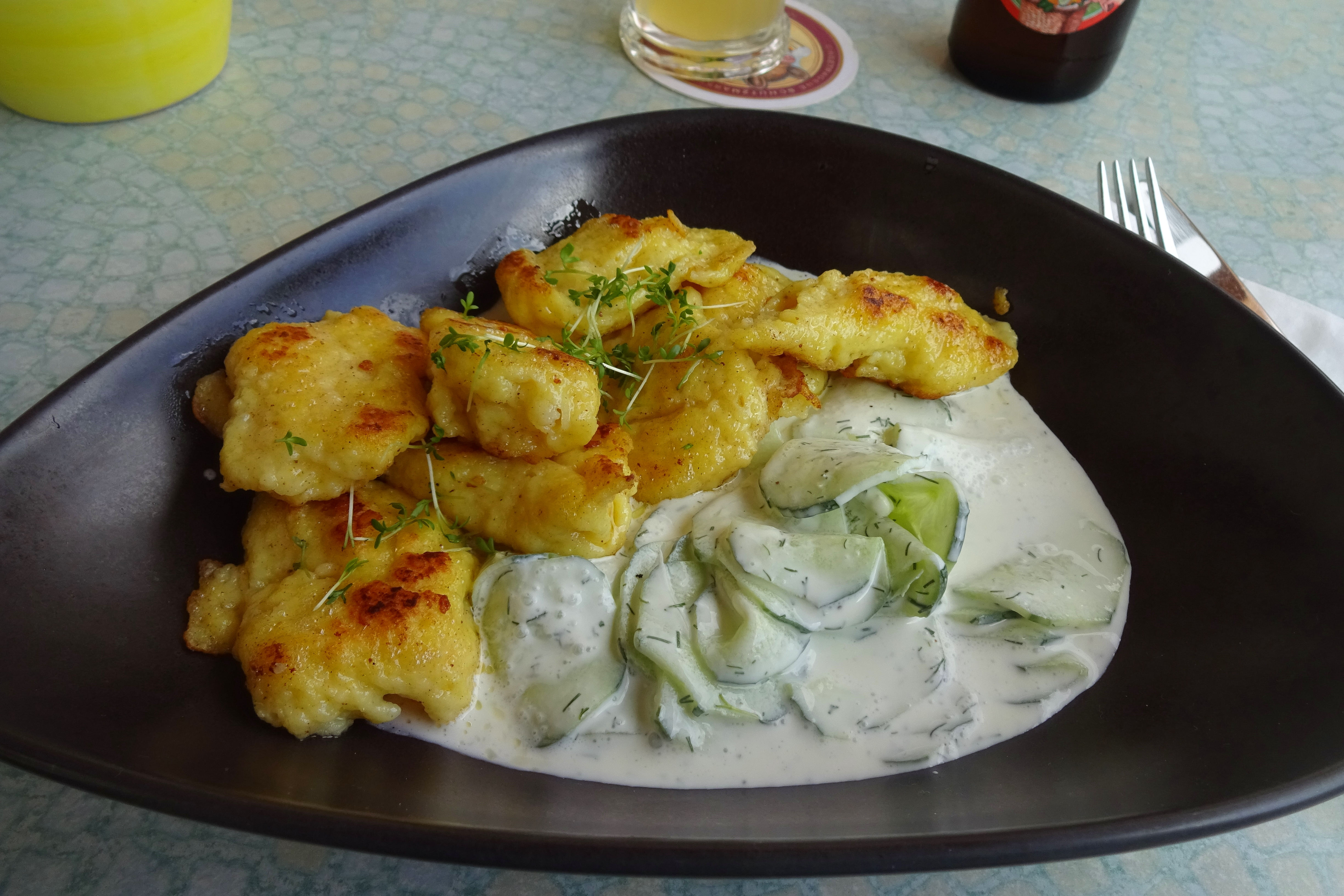
Fränkische Mehlklöße mit Gurkensalat

Fränkische Mehlklöße ist die in Franken beliebte Zubereitungsart von Mehlklößen. Der Teig wird aus Mehl, Eiern, etwas Salz, manchmal auch Milch oder Natron zubereitet und in siedendem Salzwasser oder Suppe gekocht. Es gibt gelegentlich Varianten mit gleichen Anteilen von Mehl, Kartoffeln und Semmeln oder auch Grieß.
Der Teig hat große Ähnlichkeit mit dem für die im schwäbischen üblichen Spätzle, ist im Allgemeinen jedoch etwas zähflüssiger.
Serviert werden frische Mehlklöße z. B. zu Schweinebraten, aber auch als Süßspeise mit eingemachtem Obst wie z. B. Birnen.
Reste werden üblicherweise kleingeschnitten am Folgetag in etwas Fett und eventuell vermengt mit Eiern (zur Streckung, falls zu wenig Klöße übrig sind, oder einfach zum Verfeinern) aufgebraten als „Klößbrocken“ oder „eingeschnittene Klöß“ serviert.